# Marilyn Chambers (Home and Away)
Marilyn Chambers-Palmer (apellido de soltera: Davidson, previamente Fisher & Bryant) es un personaje ficticio de la serie de televisión australiana Home and Away, interpretado por la actriz Emily Symons del 12 de mayo de 1989 hasta 1992, posteriormente regresó a la serie en 1995 apareciendo hasta 1999, de nuevo apareció en el 2001. Marilyn regresó a Summer Bay en el 2010 y desde entonces aparece en la serie.

## Antecedentes
Poco después de su regreso a Summer Bay en el 2010 Marilyn le confía a Rachel Armstrong que tiene cáncer y que le quedan poco tiempo de vida. Más tarde le cuenta todo a Alf Stewart y a Miles Copeland. Cuando Colleen Stewart comienza a atacarla por todo, Miles impotente y sin querer le revela que Marilyn se está muriendo por lo que Colleen decide dejarla en paz. Missed Amy story makes www. Com yes not expected can why men  sid her future not buns hon danger Merlin did off 
Passed moves home jaded Morgan house Australia soap misses out canteen day frenmed  family Justin house 
Merlin   friends house in hon me not reflect not come mused not one not local mused lan valid why baby 
Toner to .com tee hee U.K.English get any passed coming from tsed

## Biografía
Marilyn Chambers apareció por primera vez en 1989 como la burbujeante novia de Lance Smart y la ama de casa de Morag Bellingham, sin embargo la relación con Lance terminó cuando este regresó a la armada. Cuando Marilyn volvió a la escuela comenzó a salir con Adam Cameron y usó su herencia para comprarse una casa, donde vivió con Greg y Bobby Simpson.
Cuando la casa se vendió Marilyn se fue de Bay para casarse con Philip Bryant, un hombre mayor, sin embargo tres años después regresó a Bay cuando Phil le fue infiel y se mudó con Irene Roberts. 
Poco después Marilyn sorprendió a todos cuando se enamoró de Donald "Don" Fisher y se casó con él. Marilyn estaba desesperada por tener un bebé, la pareja logró quedar embarazada pero la felicidad duró poco después de que Marilyn sufriera un aborto involuntario y perdiera al pequeño Óscar, poco después en 1998 Marilyn quedó embarazada de nuevo pero esta vez dio a luz al pequeño, Byron Vincent Fisher. Sin embargo la felicidad no duró ya que Byron fue diagnosticado con cáncer y Marilyn diagnosticada con depresión postparto, poco después su pequeño hijo murió. 
Después de la muerte de Byron, Marilyn se fue de Summer Bay y desapareció por un tiempo, pero cuando Don fue a Londres la encontró trabajando como niñera. 
En el 2007 se dijo que Marilyn estaba en Inglaterra y que sufría de cáncer de mama. 
A su regreso a Bay en el 2010 Marilyn se encontró con Justin Jefferies lleno de sangre en medio de la calle. Pronto Marilyn comenzó a soñar con una pequeña niña, después de encontrar una foto de ella descubrió que era Rabbit, cuando intentó preguntarle a Miles Copeland, cómo había llegado la foto al refrigerador fueron interrumpidos, así que Marilyn recurrió a Alf Stewart, cuando ambos regresaban descubrieron a Miles hablando solo, y cuando le preguntaron con quien hablaba este les reveló que lo hacía con su hija de cinco años Amber Copeland a la que llamaba "Rabbit", quien había muerto junto a su madre mientras la familia se encontraba de vacaciones.
Marilyn es muy buena amiga de Alf Stewart e Irene Roberts.
Poco después cuando Marilyn va al hospital para que la atiendan de una cortada en su dedo, Sid Walker queda impresionada con ella y salen, sin embargo durante la cita Verónica, una enfermera con la que Sid había pasado la noche el día anterior se aparece para intentar arruinarla. Al día siguiente Alf descubre a Sid saliendo del cuarto de Marilyn por lo que queda sorprendido. Ppoco después Sid y Marilyn comienzan una relación, sin embargo aunque al inicio esta se ve comprometida cuando el hijo de Sid, Dexter Walker, se "enamora" de Marilyn, pronto todo se arregla.
Más tarde Marilyn recibe la visita de Mitzy Fraser, una de sus mejores amigas en Londres, quien la ha ayudado a superar el dolor de haber perdido a su hijo, Byron. Mitzy es psíquica y a su llegada le dice a Marilyn el día en que va a "morir"; Sid no cree en las predicciones de Mitzy y esto ocasiona que se pelee con Marilyn, sin embargo poco después Mitzy muere, tras sufrir un ataque al cerebro, pero antes de morir le confiesa a Sid que Marilyn en realidad no se está muriendo. 
Marilyn queda devastada por la muerte de su amiga, pero logra perdonarla por haberla engañado. Más tarde Marilyn casi muere ahogada al tratar de salvar a un bebé, sin embargo Sid la salva y la lleva al hospital donde se recupera. Poco después Marilyn acompaña a Nicole Franklin a que esta se hiciera un aborto, sin embargo a su regreso revelan que Nicole no abortó y en cambio habían decidido que Marilyn adoptaría al bebé cuando naciera.